# Super Castlevania IV
Super Castlevania IV  é um jogo de plataforma da série Castlevania, desenvolvido e publicado pela Konami no Japão e América do Norte em 1991, e na Europa em 1992. Foi o primeiro jogo da série lançado para Super Nintendo Entertainment System, posteriormente recebendo conversões para o SNES Classic Edition e Virtual Console.
A história é uma re-apresentação de Simon Belmont na série, primeiramente feita no Castlevania (1986). Apesar de ser um remake do original, possui fases modificadas e inovadoras, algumas trazendo áreas de fora do castelo, gráficos de 16-bit com o Mode 7 do SNES, e trilha sonora consistindo principalmente de novas músicas, mas incluindo também vários remixes de músicas anteriores da série. Foi recebido com aclamação crítica e considerado em várias publicações como um dos melhores jogos de todos os tempos.

## Jogabilidade
Super Castlevania IV é um jogo de plataforma que se passa através de 11 fases, com o jogador perdendo uma vida se não terminar a fase dentro do tempo limite. Os pontos de vida podem ser restaurados através de comidas, ou com um cristal mágico recebido após derrotar o chefe de cada fase. Um sistema de senhas pode ser usado para continuar o jogo.
Com o chicote de Simon, o jogador pode atacar em oito direções. O chicote também pode ser usado para bloquear projéteis inimigos. O comprimento e poder do chicote podem ser melhorados ao obter um item chamado Morning Star. O chicote também pode ser usado para se prender a objetos, permitindo que Simon se pendure e alcance áreas muito amplas, para as quais um pulo normal não seria suficiente. O jogador também pode controlar Simon enquanto ele está agachado.
Como seus antecessores, Super Castlevania IV também possui armas secundárias que consomem corações que Simon coleta ao derrotar inimigos e quebrar velas ou candelabros. Entre as armas secundárias, o jogador pode escolher um machado que pode ser lançado em arco, um relógio que pode parar o movimento de inimigos, ou uma adaga que pode ser lançada em linha reta. Alguns itens especiais permitem que Simon lance suas armas secundárias até 3 vezes consecutivas.

## Enredo
Super Castlevania IV compartilha basicamente a mesma história do Castlevania original. Na Transilvânia, há uma lenda que a cada século as forças do bem perdem poder enquanto as forças do mal se manifestam em forma de monstros, com o mais terrível sendo o vampiro Dracula. O clã Belmont sempre esteve presente para lidar com sua ameaça, passando seu conhecimento de caçadores de vampiros através das gerações. Agora, um grupo de pessoas influenciadas pelo mal efetuaram um ritual que resultou na ressurreição de Dracula, o Príncipe da Escuridão. Simon Belmont precisa mais uma vez empunhar seu lendário chicote, o Vampire Killer, e as técnicas de sua família para eliminá-lo.

## Desenvolvimento
O jogo foi dirigido por Masahiro Ueno, que também foi o principal programador. Para Ueno, o Castlevania original para o NES era seu título favorito, e ele queria criar um jogo puro de ação que fosse semelhante. Ueno só considera Super Castlevania IV um remake do original até certo ponto. Documentos iniciais de design mostravam o personagem principal em trajes modernos, já que a ambientação não havia sido definida até então. Algumas características do título foram introduzidas para torná-lo menos frustrante para os jogadores, como um controle melhorado do movimento de Simon ao subir escadas.
Como o time de desenvolvimento era pequeno, todos participaram no design do jogo, com algumas ideias vindo de artistas enquanto outras eram resultados de experimentos de programadores. O time desenhou mapas em papel e vários foram modificados enquanto o jogo foi desenvolvido. Fases que se ramificavam, como vistas anteriormente em Castlevania III: Dracula's Curse, foram consideradas mas não incluídas, com Ueno afirmando que gostaria de ter adicionado mais ramificações para dar um maior senso de exploração aos jogadores. Chefes iniciais foram criados de maneira a serem fáceis, para que os jogadores pudessem descobrir pontos fracos e armas efetivas sem ter que reiniciar múltiplas vezes. Ueno trabalhou em ambas as versões japonesa e americana do jogo, com a americana recebendo algumas instâncias de censura, como alguns pedidos de mudança na palheta de cores para remoção de sangue.
Ueno relatou que o desenvolvimento nem sempre foi fácil, pois criar um jogo para um novo hardware era difícil, e o período de crunch chegou a durar quase seis meses. Além disso, as expectativas eram altas por parte da Konami, visto que a série já era bem sucedida e o jogo seria o primeiro da franquia para o novo SNES.

### Lançamentos
O lançamento para o Super Nintendo ocorreu no Japão em 31 de outubro e na América do Norte em 3 de dezembro de 1991, com a versão da Europa sendo lançada apenas em 22 de junho de 1992. O título vendeu mais de 500 000 cópias em todo o mundo.
A Factor 5 criou uma demo para o Mega Drive e o apresentou para a Konami, que ficou impressionada mas decidiu manter o desenvolvimento internamente, eventualmente desistindo de criar conversões para o console.
Conversões para várias plataformas foram criadas ao longo dos anos, com relançamento feitos no Virtual Console para o Wii em 2006, para Wii U em 2013, e para New Nintendo 3DS em 2016. Em setembro de 2017, foi incluído na Super NES Classic Edition, uma réplica em miniatura do SNES apresentando vários jogos embutidos. Também foi incluído na Castlevania Anniversary Collection, uma compilação de títulos da série Castlevania, lançada em 17 de maio de 2019 para PlayStation 4, Xbox One, Nintendo Switch, e Microsoft Windows.

## Trilha sonora
Ueno queria que o ambiente de Super Castlevania IV fosse mais interativo, e ficou orgulhoso com a influência dos efeitos sonoros e da música na ambientação. A trilha foi lançada na Akumajō Dracula Best 2, em uma compilação com as músicas de Castlevania: The Adventure e Castlevania II: Belmont's Revenge. Em 21 de junho de 2017, a trilha completa foi lançada em vinil.
| Akumajo Dracula Best 2 - Disc One: Super Castlevania IV |                                                 |         |  |
| N.º                                                     | Título                                          | Duração |  |
| 1.                                                      | "Akumajo Dracula"                               | 1:13    |  |
| 2.                                                      | "Dracula's Theme"                               | 2:10    |  |
| 3.                                                      | "Prologue"                                      | 0:42    |  |
| 4.                                                      | "Simon Belmont's Theme"                         | 3:42    |  |
| 5.                                                      | "Forest of Evil Spirits"                        | 1:58    |  |
| 6.                                                      | "Limestone Cavern ~ Waterfall ~ Submerged City" | 8:18    |  |
| 7.                                                      | "The Trick Manor"                               | 3:40    |  |
| 8.                                                      | "Boss Theme"                                    | 1:13    |  |
| 9.                                                      | "Stage Clear"                                   | 0:09    |  |
| 10.                                                     | "Stage Map A"                                   | 0:16    |  |
| 11.                                                     | "Ascension to the Castle"                       | 2:18    |  |
| 12.                                                     | "Knight Corridor ~ Banquet Hall"                | 3:42    |  |
| 13.                                                     | "Library ~ Collection"                          | 1:40    |  |
| 14.                                                     | "Cellar"                                        | 2:19    |  |
| 15.                                                     | "Stage Map B"                                   | 0:12    |  |
| 16.                                                     | "Treasure Room"                                 | 3:12    |  |
| 17.                                                     | "Boss Theme 2"                                  | 1:49    |  |
| 18.                                                     | "Stage Map C"                                   | 0:17    |  |
| 19.                                                     | "Bloody Tears"                                  | 2:06    |  |
| 20.                                                     | "Stage Map D"                                   | 0:15    |  |
| 21.                                                     | "Vampire Killer"                                | 1:08    |  |
| 22.                                                     | "Beginning"                                     | 1:56    |  |
| 23.                                                     | "The Attendants' Rooms"                         | 1:32    |  |
| 24.                                                     | "Dracula's Room"                                | 2:49    |  |
| 25.                                                     | "Dracula's Death"                               | 0:38    |  |
| 26.                                                     | "Ending Theme"                                  | 2:30    |  |
| 27.                                                     | "Secret Room"                                   | 1:28    |  |
| 28.                                                     | "Game Over"                                     | 0:13    |  |
| Duração total:                                          | Duração total:                                  | 53:25   |  |

## Recepção
O lançamento de Super Castlevania IV na América do Norte foi recebido com aclamação crítica. A Nintendo Power o avaliou com nota média de 4.375/5, citando os gráficos, a música, e as sequências de ação dentre os pontos positivos. Em 1992, a Entertainment Weekly escreveu "Vampiro noir: cores sombrias; efeitos sonoros sinistros, quase subliminares... e um sentimento de perigo iminente". Em 1994, o jogo foi avaliado pela revista Dragon com nota 3/5. Em uma retrospectiva de Castlevania em 1997, a GamePro afirmou que ele "ainda é um dos melhores jogos de todos os tempos".
Em 2006, foi nomeado pela Nintendo Power como o 66º melhor jogo feito para um console da Nintendo. A Official Nintendo Magazine o colocou em 70º lugar na sua lista de "100 melhores jogos da Nintendo de todos os tempos". A avaliação da Game Informer afirmou que ele "aperfeiçoou a fórmula clássica", e elogiou o uso do Mode 7. Em uma avaliação para o lançamento no Wii U, a Nintendo Life escreveu que "diferentemente de muitos outros jogos de plataforma 16-bits da época, este jogo possui um toque maduro e distinto", e concluiu afirmando que ele era um dos melhores títulos da série Castlevania original.
Diversas publicações o enalteceram como um dos melhores jogos de todos os tempos.